# Pseudoniphargus maroccanus
Pseudoniphargus maroccanus is een vlokreeftensoort uit de familie van de Allocrangonyctidae. De wetenschappelijke naam van de soort is voor het eerst geldig gepubliceerd in 1987 door Boutin & Coineau.